# Palazzo Roverella (Ferrara)

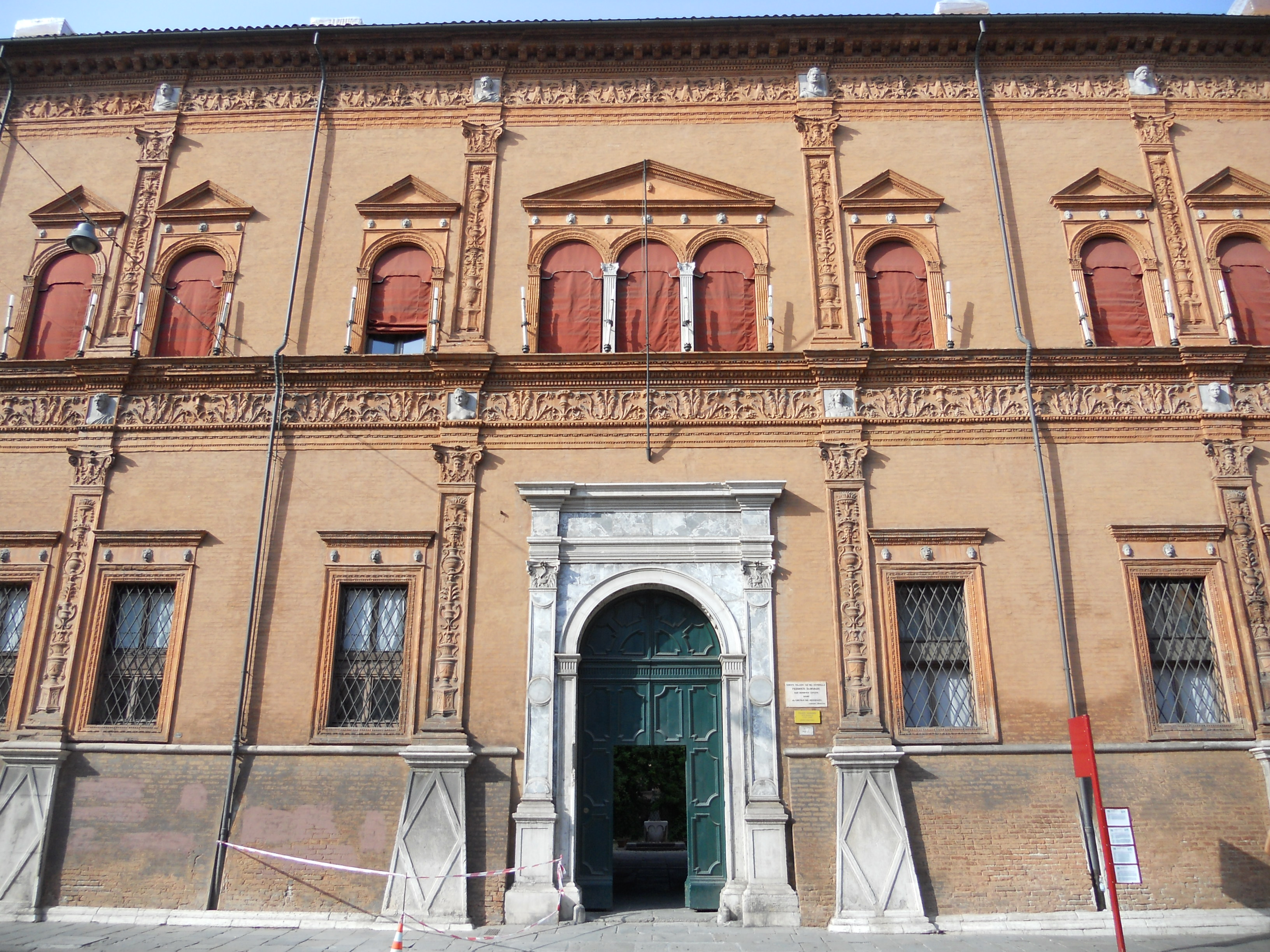
Fassade des Palazzo Roverella in Ferrara

Der Palazzo Roverella, auch Palazzo Magnanini, ist ein Palast in Ferrara in der italienischen Region Emilia-Romagna. Er liegt am Corso della Giovecca 47 gegenüber dem Friedhof der Theatinerkirche an der Ecke zur Via Boldini.

## Geschichte
Den Palast ließ 1508 Guglielmo Magnanini, der Sekretär des Fürsten Alfonso I. d’Este, am heutigen Corso della Giovecca erbauen. Diese Straße wurde Ende des 15. Jahrhunderts an der Stelle erbaut, an der vor der „Addizione Erculea“ (dt.: Erweiterung des Fürsten Ercole I. d’Este) der Graben der alten, nördlichen Stadtmauer verlief. Die Planung dieses Gebäudes wird von den Kunstgeschichtswissenschaftlern in Ermangelung offizieller Dokumente dem Architekten Biagio Rossetti aus Ferrara zugeschrieben. In dem Bauwerk konnte man architektonische Elemente erkennen, die auf diese einzigartige Persönlichkeit zurückzuführen waren, insbesondere, wenn man die geometrische Strenge und die Proportionen zusammen mit den Dekorationen der Lisenen der Friese und der Gesimse betrachtet, die denen anderer Werke Rossettis in Ferrara entsprechen.
Im Laufe der Jahrhunderte wechselte der Palast mehrfach seinen Besitzer, im 18. Jahrhundert wurde er von der Gräfin Lucrezia Magnanini Sartori an die Familie Roverella verkauft, Ende des 19. Jahrhunderts gehörte er der Familie Aventi. 1932 erbte der Circolo dei Negozianti den Palast vom damaligen Eigentümer Federico Zamorani.
Der Palazzo Roverella wurde im 18. Jahrhundert einigen Umbauten der Fassade unterzogen; es wurde ein mit Fenstern versehener Balkon in Zusammenhang mit dem zentralen Dreifachfenster (zerstört 1932) angebaut und im Inneren wurde der Palast in den 1920er-Jahren im Stil der Zeit umgebaut. 1933 wurde eine Baulücke zwischen der linken Seite des Palastes und dem angrenzenden alten Krankenhaus Sant’Anna aus dem 15. Jahrhundert geöffnet, aus der später die Via Boldini hervorging, die im Stadtplan von 1931 vorgesehen wurde.

## Bildergalerie

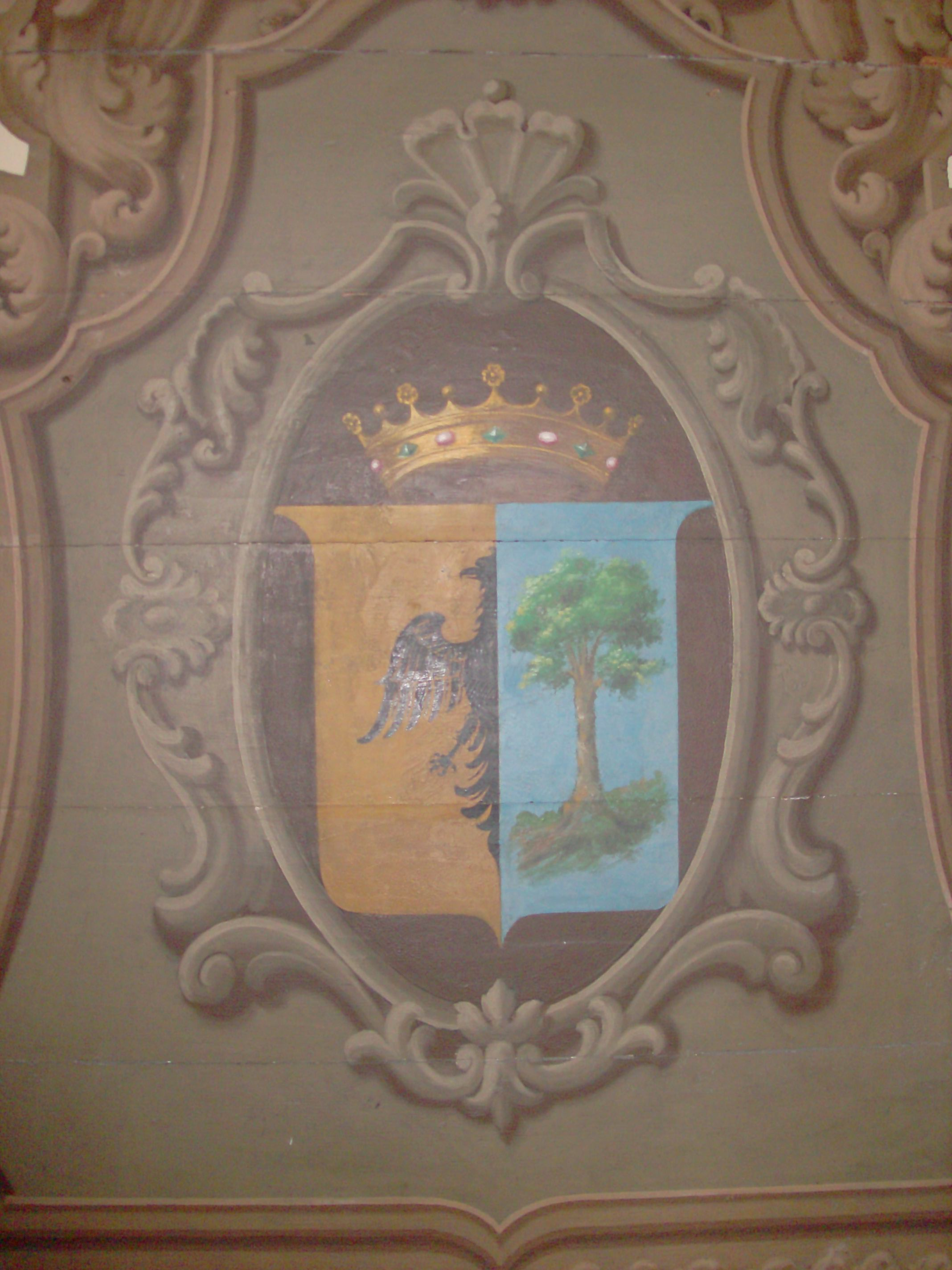
Wappen der Adelsfamilie der Roverella aus Ferrara
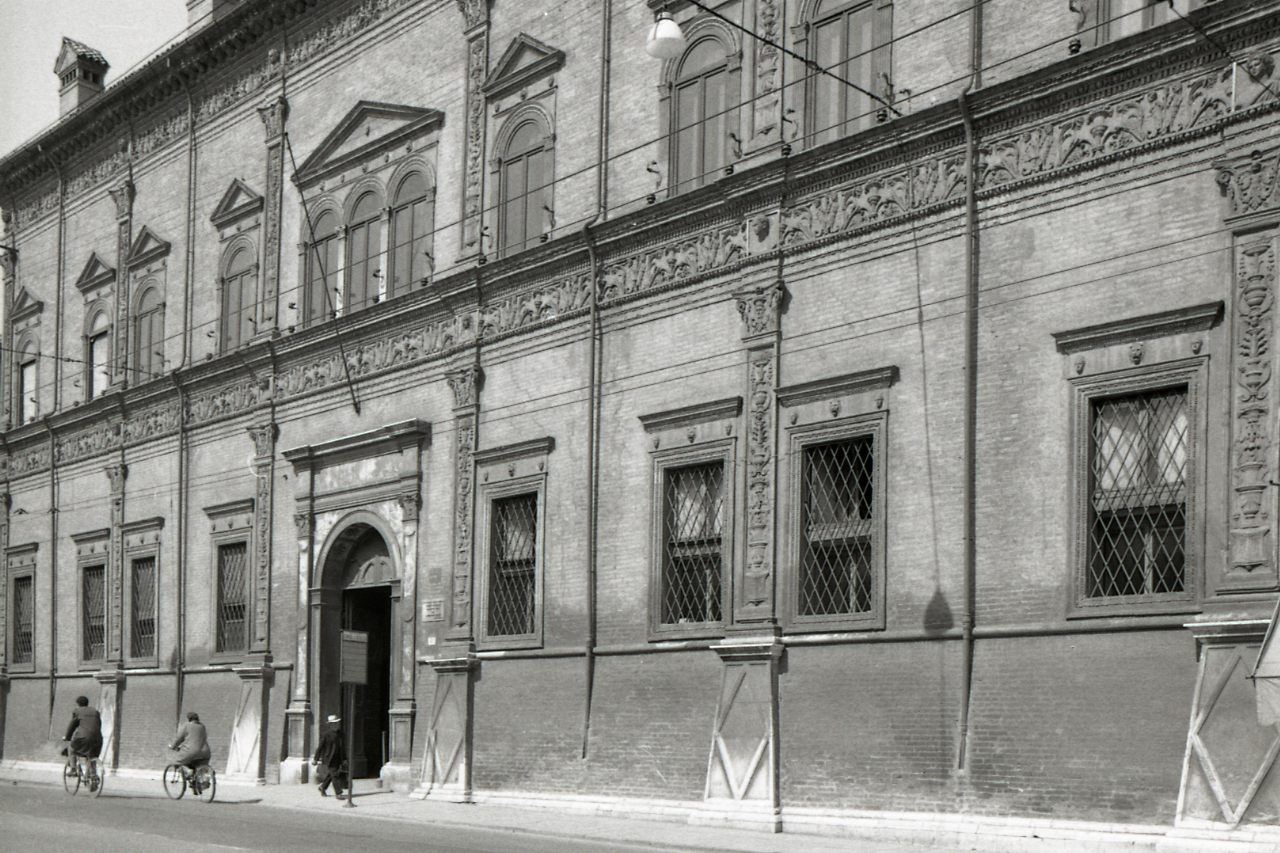
Die Fassade des Palastes in einem Schnappschuss von Paolo Monti von 1969. Fondo Paolo Monti, BEIC
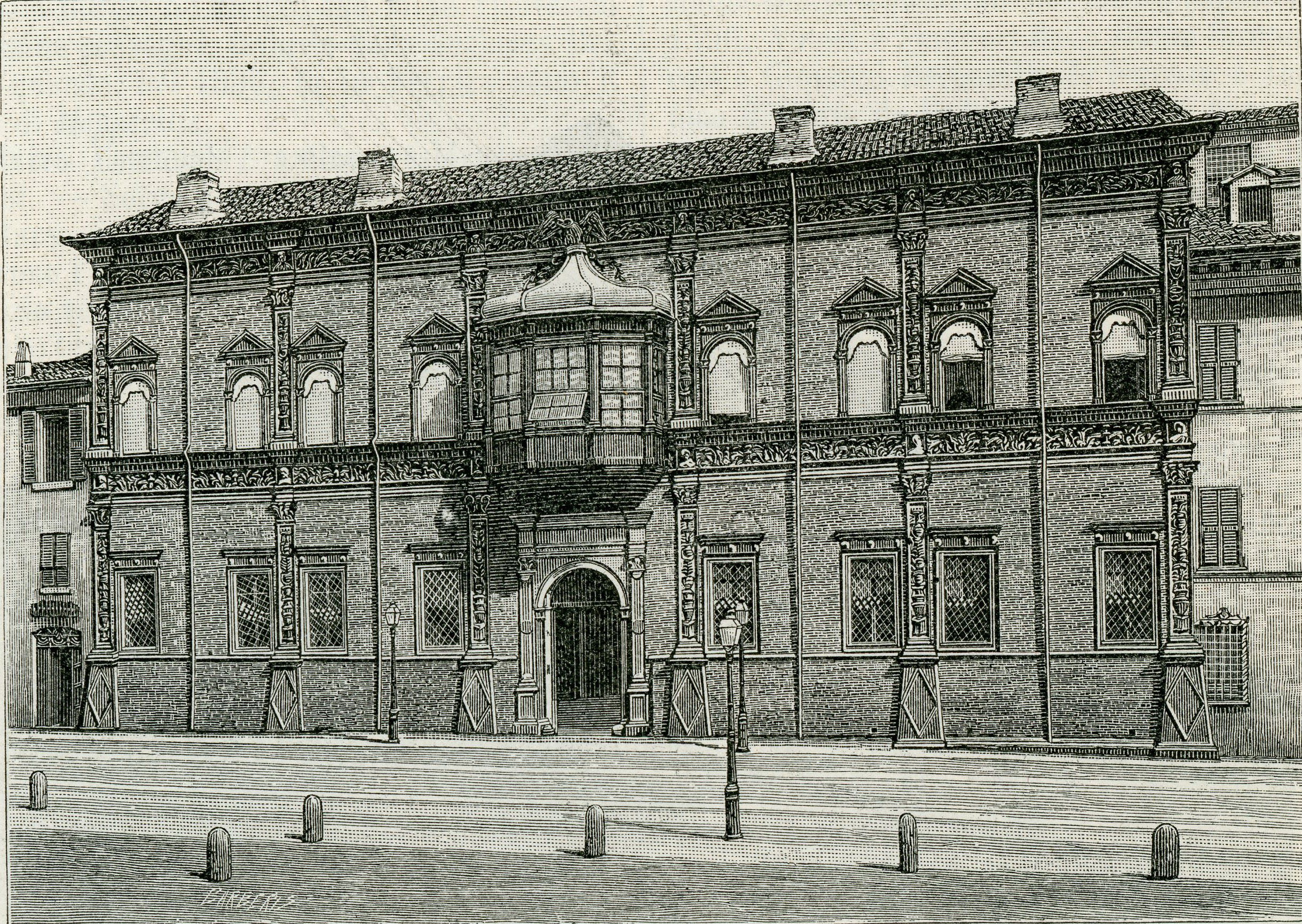
Palazzo Magnanini auf einer Briefmarke Ende des 19. Jahrhunderts